# Tania Lamarca
Tania Lamarca Celada (née le 30 avril 1980 à Vitoria-Gasteiz) est une gymnaste rythmique espagnole.

## Biographie
Tania Lamarca remporte aux Jeux olympiques d'été de 1996 à Atlanta la médaille d'or par équipe avec Marta Baldó, Estela Giménez, Nuria Cabanillas, Lorena Guréndez et Estíbaliz Martínez.

## Palmarès

### Jeux olympiques
- Atlanta 1996
  -  médaille d'or par équipe.

### Championnats du monde
- Budapest 1996
  -  médaille d'or en groupe 3 ballons et 2 rubans.
  -  médaille d'argent au concours général en groupe.
- Vienne 1995
  -  médaille d'or en groupe 3 ballons et 2 rubans.
  -  médaille d'argent au concours général en groupe.
  -  médaille d'argent en groupe 5 cerceaux.

### Championnats d'Europe
- Patras 1997
  -  médaille d'argent en groupe 5 cerceaux.
  -  médaille de bronze en groupe 3 ballons et 2 rubans.
- Vienne 1995
  -  médaille d'argent en groupe 3 ballons et 2 rubans.
  -  médaille de bronze au concours général en groupe.
  -  médaille de bronze en groupe 5 cerceaux.